# Charles Greeley Abbot

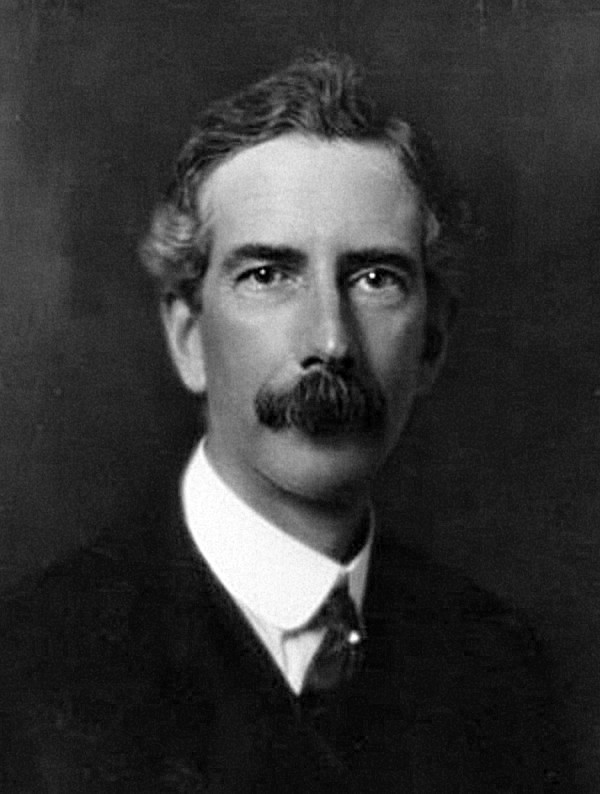
Charles Greeley Abbot

Charles Greeley Abbot (Wilton, New Hampshire, 31 mei 1872 –- Washington D.C., 17 december 1973) was een Amerikaans astrofysicus, astronoom en secretaris van het Smithsonian Institution.

## Biografie
Abbot studeerde af aan de Phillips Academy in 1891 en behaalde een diploma een fysicochemie in het Massachusetts Institute of Technology in 1894. Samuel Pierpont Langley was op zoek naar een assistent voor het "Smithsonian Astrophysical Observatory" (SAO) en nam Abbot aan in 1895 ondanks zijn gebrek aan ervaring met astronomie.
Terwijl Langley zich concentreerde op ruimtelijke experimenten werd Abbot de uitvoerend directeur van het SAO in 1896. Toen Langley in 1906 stierf werd Abbot in 1907 volledig directeur. Abbot zag dat de zonneconstante niet correct was en stelde een meer correcte waarde van 1,93 cal/cm²/min voor. (De huidige waarde wordt in watt/meter uitgedrukt.)
In 1918 werd Abbot assistent secretaris van het Smithsonian Institution en secretaris van 1928 tot 1944. Vanuit zijn werk van zonne-observatie ontwierp hij verschillende toestellen om de stralingen en radiatie van de zon te meten. Een van zijn ontwerpen was een verbeterde bolometer die de binnenste corona van de zon kon meten tijdens de Zonsverduistering van 28 mei 1900 te zien in Wadesboro (North Carolina).
Vanaf 1941 werd hij lid van de Foundation for the Study of Cycles.
In 1944 ging Abbot met pensioen als directeur van het SAO en ook als secretaris van het Smithsonian Institution. Hij overleed in 1973 op 101-jarige leeftijd

## Studiegebied

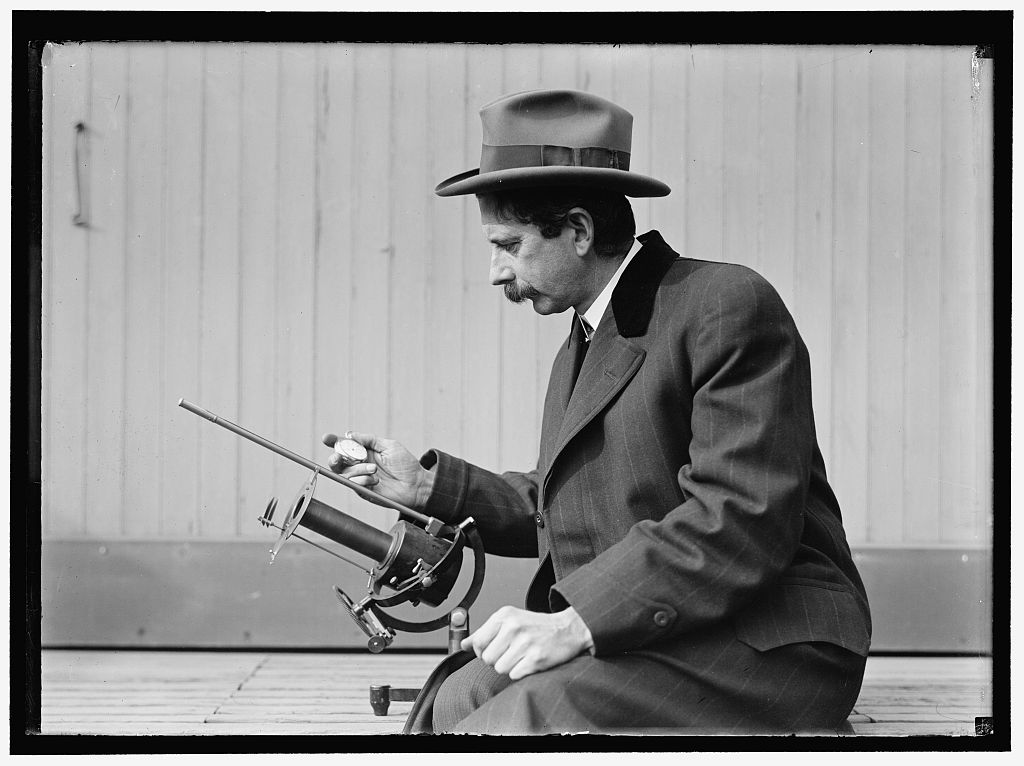
Charles Greeley Abbot, between 1913 and 1917

Abbot zorgde ervoor dat de raketpionier Robert Hutchings Goddard tijdens de Tweede Wereldoorlog op voldoende financiën kon rekenen.
Hij was idee dat de straling van de zon niet constant was en dat die fluctuaties een invloed hadden genegen. Hierdoor zocht hij steeds naar variaties in de zonnestraling en probeerde zo het weer te voorspellen. Hij beweerde variaties van 3% tot 10% waar te nemen hoewel dit met de huidige nauwkeurigheid van toestellen ontkracht wordt. Variaties in de zonneradiatie zijn er niet met uitzondering van kleine variaties door zonnevlekken.
Hij vervolledigde het in kaart brengen van het infrarode spectrum van de zon en deed systematische studies naar zonneradiatie, zonnevlekcyclussen en absorptie door de atmosfeer. Hij verbeterde en standaardiseerde ook verschillende instrumenten voor metingen van zonnewarmte en de corona.
In 1938 schreef hij een anoniem artikel over helderziendheid in het Journal of Parapsychology (tijdschrift van de parapsychologie). Dit artikel werd in 1949 opnieuw uitgegeven maar dan onder zijn eigen naam.

## Erkenning
- Abbot won de Henry Draper Medal van de National Academy of Sciences in 1910.
- In 1915 won hij tevens de Rumford-Prijs van de American Academy of Arts and Sciences.
- De krater Abbot op de maan is naar hem genoemd nog tijdens zijn leven, wat uitzonderlijk is.